# František Vápeník
František Vápeník (12. září 1874 – 17. března 1939) byl československý politik a poslanec Národního shromáždění.

## Biografie
Po parlamentních volbách v roce 1920 získal za Československou socialistickou stranu (pozdější národní socialisté) poslanecké křeslo v Národním shromáždění za Československou stranu socialistickou. Mandát ale získal až dodatečně roku 1925 jako náhradník poté, co zemřel poslanec František Ježek.
Podle údajů k roku 1925 byl profesí berním úředníkem v Roudnici nad Labem. Téhož roku je uváděn jako bývalý starosta Roudnice nad Labem.
Zemřel 17. března 1939.